# De reus en de kleermaker

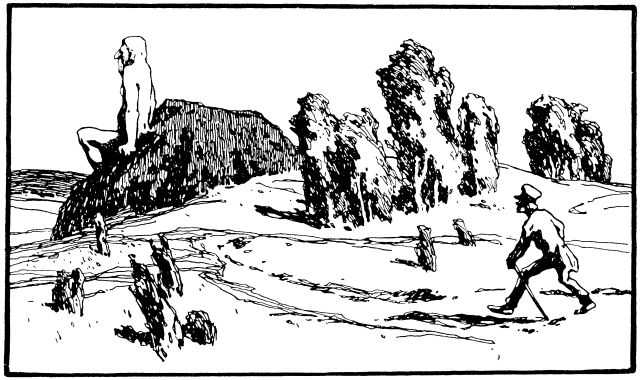
De kleermaker ziet een steile berg met een hoge toren in De reus en de kleermaker, Otto Ubbelohde, 1909

De reus en de kleermaker is een sprookje dat werd verzameld door de gebroeders Grimm voor Kinder- und Hausmärchen en kreeg het volgnummer KHM183. De oorspronkelijke naam is Der Riese und der Schneider.

## Het verhaal
Een kleermaker gaat naar het bos en ziet een steile berg met daarachter een hemelhoge toren. Hij gaat ernaartoe en ziet dat de toren benen heeft, het is een reus. De reus springt over de berg en heeft een stem als donder. Hij neemt de kleermaker in dienst en krijgt als loon elk jaar driehonderdvijfenzestig dagen en in het schrikkeljaar een dag extra. De kleermaker moet een kruik water halen en zegt dat de reus zeker de waterput en bron ook wil hebben, hij wil zo snel mogelijk weg bij de reus.
De reus wordt bang en stuurt de kleermaker het bos in om hout te hakken en de kleermaker zegt dat hij het hele bos in één klap wil. De reus denkt dat de kleermaker alruin in zijn lijf heeft en laat de kleermaker drie zwijnen halen. De kleermaker zegt duizend in één schot en de reus laat hem slapen, maar ligt zelf wakker. Hij weet niet hoe hij het met de heksenmeester moet aanpakken en de volgende dag gaan ze naar een moeras met wilgen. De reus laat de kleermaker op een wilgentak zitten en buigt de tak omlaag. Hij laat de tak dan los en de kleermaker schiet de lucht in, omdat hij geen strijkijzer op zak heeft. Als hij nog niet naar beneden is gekomen, zweeft hij nog.

## Achtergronden
- Het sprookje komt uit Österreichische Volksmärchen (1822).
- Alruin is een plant waarvan de wortel op een aardmannetje lijkt. De wortels werden bewaard, omdat het geluk zou brengen.
- Het sprookje is verwant met Het dappere snijdertje (KHM20).
- Een kleermaker (naait uit kleine lapjes het levenslot aan elkaar) is vaak degene met slimheid en opgewektheid, hij vindt voor alles een oplossing. Zie ook Het dappere snijdertje (KHM20), De kleermaker in de hemel (KHM35), Tafeltje dek je, ezeltje strek je en knuppel uit de zak (KHM36), Duimpje de wereld in (KHM45), De twee reisgezellen (KHM107), Het snuggere snijdertje (KHM114), De glazen doodskist (KHM163), Lief en leed samen delen (KHM170), De geschenken van het kleine volkje (KHM182) en De reus en de kleermaker (KHM183).